# Sam Besekow
Sam Besekow (26 de enero de 1911-21 de abril de 2001) fue un actor, director teatral y escritor de nacionalidad danesa.

## Biografía
Su nombre  completo era Samuel Besekow, y nació en Copenhague, Dinamarca, siendo sus padres Leo Besekow, un sastre inmigrante judío ruso, y Sonia Besekow. Tras graduarse en la Johannesskolen en 1930, estudió historia teatral en Múnich y Berlín, donde también se formó con Max Reinhardt. En Dinamarca estudió en la escuela del Teatro Real de Copenhague 1933-1936. Posteriormente llegó al Odense Teater, donde trabajó como director y actor en 1936-1938. En el período 1938-1940 fue también actor y director en la Riddersalen, y en 1941 director del mismo local. Durante la Segunda Guerra Mundial, y por ser judío, hubo de huir a Suecia. Su carrera realmente despegó tras volver a Dinamarca una vez finalizada la guerra, trabajando como director en numerosos teatros, tanto de Dinamarca como de Noruega, Suecia y Finlandia. Además, también fue director televisivo entre 1960 y 1972.
Sam Besekow escribió varios libros, entre ellos Hecuba (1951), Violinen (1953), Guds gøglere (1954), Ild brænder, eng gror (1958), Breve til en teatergal professor (1959), Skrevet i vand (1962), Skrædderens søn. Syvtallet y Komedianter.
Sam Besekow se casó tres veces. Su primer matrimonio, con Margot Francken, finalizó en 1941. El 3 de enero de 1942 se casó con la actriz Henny Krause, que falleció en 1980. Finalmente, el 3 de febrero de 1982 se casó con la abogada Jette Hecht-Johansen, que murió el 8 de junio de 1999.
Sam Besekow falleció en Copenhague en el año 2001. Fue enterrado en el Cementerio Mosaisk Vestre Begravelsesplads de dicha ciudad.

## Selección de su filmografía
- 1934 : Skaf en sensation
- 1935 : Det gyldne smil
- 1935 : Bag Københavns kulisser
- 1945 : Mens sagføreren sover
- 1990 : Manden der ville være skyldig
- 1996 : Balladen om Holger Danske
- 1996 : Tøsepiger

## Premios y honores
- 1958 : Jeanne og Henri Nathansens Fødselsdagslegat
- 1958 : Premio Teaterpokalen
- 1961 : Medalla Ingenio et arti
- 1970 : Premio Teaterkatten
- 1970 : Fundación Danesa de las Artes (Statens Kunstfond)
- 1982 : Årets Frederiksberg Kunstner
- 1984 : Läkerols Kulturpris
- 1988 : Premio Niels
- 1991 : Beca Olaf Poulsens
- 1992 : Overretssagfører L. Zeuthens Mindelegat
- 1993 : Otto Rungs Forfatterlegat
- 1995 : Blicherprisen
- 1995 : Livsvarig kunstnerydelse
- 1996 : Karen Marie Thorsens Legat
- 1998 : Ole Haslunds Kunstnerfond